# Vjekoslav Ladovac
Vjekoslav Ladovac, hrvaški politični delavec in član organizacije TIGR, * 24. april 1912, Vela Traba, † 21. december 1979, Pulj.
Rodil se je v družini malega kmeta. Konec leta 1928 se je pridružil organizaciji TIGR in spomladi naslednjega leta sodeloval pri akciji istrskih tigrovcev ob fašistišnem plebiscitu 24. marca, ko so s streli v zrak razgnali prisilno vodene volivce na volišče. Oblast ga je zato zaprla in skupaj na procesu proti Vladimirju Gortanu pred posebnim fašističnim sodiščem obsodila na 30 let zapora. Leta 1938 je bil pogojno izpuščen in 1940 ponovno zaprt za eno leto. Po prihodu iz zapora se je pridružil narodnoosvobodilni borbi ter bil nekaj mesecev pred kapitulacijo Italije vnovič aretiran. Takoj po prihodu iz zapora je januarja 1944 odšel v partizane. V Istri je bil politično aktiven tudi po osvoboditvi. Svoje ilegalno protifašistično delovanje  je predstavil v knjigi Moji zatvori (Pulj, 1983). Ladovčevo protifašistično delovanje so v knjigi s svojimi spomini dopolnili še Zorko Jelinčič, Vekoslav Španger in Matija Rutar.